# Brug 538
Brug 538 is een vaste brug in het Amsterdamse Bos, vallend onder de gemeente Amstelveen, maar in beheer bij de Gemeente Amsterdam. 

## Geschiedenis
Een groot deel van de bruggen in het Amsterdamse Bos werd vlak voor en tijdens de aanleg ontworpen door Piet Kramer van de Dienst der Publieke Werken. Een deel van die bruggen verdween, maar het merendeel werd door de gemeente Amstelveen tot gemeentelijk monument verklaard. Kramer varieerde binnen een drietal basisontwerpen erop los. Alle bruggen zijn verschillend. Het Amsterdamse Bos was echter na de aanleg niet klaar; er werd steeds weer aan gesleuteld aan de inrichting. Dat was ook het geval rond 1954, Kramer was met pensioen en zijn opvolger moest aan de bak. Opvolger was architect Dick Slebos, wiens stijl heel anders was. Er kwam dus geen brug in de stijl van de Amsterdamse School. Toch was de opdracht deels gelijk aan die van Piet Kramer. Voor het vogeleiland in het Amsterdamse Bos moest een afsluitbare brug komen, soortgelijk in de toegangs/hekbruggen van Kramer, de zogenaamde ballenbruggen, waarvan Slebos er ook twee ontwierp. Voor de toegang tot het vogeleiland kwam Slebos met een combinatie tussen een kleine tuibrug en draaibrug. Het werd een eenarmige draaibrug met een loopkrans met pyloon nabij het “vaste land”. De brug was ongeveer 7,50 meter lang. Om de brug alleen geschikt te maken voor wandelaars bevonden zich aan beide zijden opstapjes.
Op 8 november 1954 begonnen de werkzaamheden; op 8 januari 1955 was de aannemer klaar. De brug kreeg in 1978 nog een nieuw afsluitmechanisme.

## Culturele waarde
In 1999 werden alle bruggen in het Amsterdamse Bos door MTD Landschapsarchitecten in opdracht van de gemeente onderzocht op hun cultureel belang. Zij jureerden voor brug 538 negatief:
- eenvoudig en sober ontwerp van een draaibrug van staal en hout met gewapend betonnen landhoofden;
- een voorbeeld van constructivisme.

De slotconclusie was: een niet waardevolle brug en/of geen identiteitsdrager van het bos. Medebepalend waren de in hun ogen lelijke afsluiting en een bijna overwoekerde omgeving. De gemeente Amstelveen was het eens met deze uitkomst; de brug werd geen monument; bruggen 537 en 539, beide van Kramer werden het wel.
Na die keuring verdween de draaibrug en werd vervangen door een eenvoudiger brug; die tussen de betonnen landhoofden werd geplaatst. de draaibrugconstructie verdween. In het water zijn nog wel de steunpunten voor een geopende draaibrug zichtbaar. Ook dan is het de enige toegang tot en uitgang van het eiland. 
<<< · 500 · 501 ·  503 · 504 · 505 · 506 · 507 · 508 · 509 · 510 · 511 · 512 · 513 · 514 · 515 · 516 · 517 · 518 · 519 · 520 · 521 · 522 · 523 · 525 · 526 · 527 · 528 · 530 · 531 · 532 · 533 · 534 · 535 · 536 · 537 · 538 · 539 · 540 · 541 · 542 · 543 · 544 · 545 · 546 · 547 · 548 · 549 · 550 · 551 · 552 · 553 · 554 · 555 · 556 · 557 · 558 · 559 · 560 · 561 · 562 · 563 · 564 · 565 · 566 · 567 · 569 · 571 · 572 · 573 · 575 · 577 · 578 · 580 · 581 · 582 · 583 · 584 · 586 · 587 · 589 · 590 · 591 · 592 · 593 · 594 · >>>
Brugnummers 502, 524, 529, 568, 570, 574, 576, 579, 585, 588, 595, 596, 597, 598, 599 zijn niet (meer) vergeven.